# SoftBank 001P
LUMIX Phone 001P（ルミックス フォン ゼロゼロイチピー）はパナソニック モバイルコミュニケーションズが開発しソフトバンクモバイルが販売するW-CDMA通信方式 (3G) の携帯電話端末。

## 概要
いわゆるフィーチャーフォンであるが、パナソニックのデジタルカメラブランドであるLUMIXブランドを冠し、写真撮影機能を前面に押し出した機種である。
約1320万画素の1/2.3型CMOSイメージセンサを搭載。描画エンジンにMobile VenusEngineを採用。35mmフィルムカメラ換算で焦点距離27mmの広角レンズを搭載しているが、デジタルズームでも画質劣化を感じさせない『超解像技術』が搭載されている。ただし、光学手ブレ補正機能 (O.I.S) は搭載されていない。タッチパネルディスプレイを採用し、タッチシャッター、タッチズーム機能等に対応。おまかせiA（インテリジェントオート）による撮影シーン自動認識機能を搭載している。
| 主な機能・対応サービス | 主な機能・対応サービス                | 主な機能・対応サービス | 主な機能・対応サービス |
| ---------------------- | ------------------------------------- | ---------------------- | ---------------------- |
| 防水                   | 世界対応ケータイ                      | ワンセグ               | おサイフケータイ       |
| Wi-Fi                  | 3G ハイスピード 下り最大7.2Mbps       | Bluetooth 2.0          | microSDHC              |
| S!GPSナビ              | PCサイトブラウザ                      | TVコール               | ミュージックプレイヤー |
| S!速報ニュース         | S!情報チャンネル 3Gお天気アイコン対応 | 着うたフル／着うた     | シンプルモード         |

## 歴史
- 2010年11月4日 - パナソニック モバイルコミュニケーションズより正式発表[2]。
- 2011年2月4日 - 発売開始。

## 不具合
2011年4月1日に以下の不具合を修正するソフトウェアの更新がなされた。
- 誤動作防止機能設定中、メール鳴動設定の鳴動時間設定が反映されない。

2012年3月27日に以下の不具合を修正するソフトウェアの更新がなされた。
- ネットワークの状況などにより、コンテンツのダウンロードに失敗してしまう場合がある。

## 脚註
1. ↑  デジカメなの? ケータイなの? 「LUMIX Phone SoftBank 001P」発売 ギズモード・ジャパン（2011年2月3日）
2. ↑  パナソニックLUMIX Phone / ソフトバンク001P 正式発表 Engadget Japanese（2010年11月4日）